# 교황 리노
교황 리노(라틴어: Linus, 이탈리아어: Lino)는 제2대 교황(재위: 67년 ~ 76년)이다. 기독교의 성인으로, 축일은 9월 23일이다. 초대 교회의 기록과 증언에 따라 베드로의 후계자로 인정되고 있다. 다만, 리노의 재위기간이 어느 정도였는지에 대해서는 여러 가지 주장이 있다. 리노는 베드로와 교황 클레멘스 1세와 더불어 신약성경에 특별히 이름이 언급된 교황들 가운데 한 사람이기도 하다.

## 로마의 초창기 주교들
180년, 이레네오는 저서 《모든 이단에 반대하여》에서 리노에 대해 다음과 같이 언급하고 있다. “복된 사도들이 세운 교회는 이후에 리노의 손에 맡겨졌다.” 이를 《옥스퍼드 교황 사전》(Oxford Dictionary of Popes)에서는 이레네오가 리노를 최초의 로마 주교라고 말한 것이라고 설명하고 있다. 예로니모는 “베드로 이후에 리노가 로마 교회에 대한 책임을 안게 되었다.”고 언급하였으며, 에우세비오는 “베드로와 바울로가 순교한 후 리노가 로마 교회의 교도권을 계승하였다.”고 언급하였다. 요한 크리소스토모는 “베드로에 이은 로마 교회의 두 번째 주교는 리노였다고 전해진다.”고 말하였다. 4세기에 편찬된 《리베리오 교황표》에는 로마의 초대 주교는 베드로이며, 리노가 그를 계승하였다고 기록되어 있다. 《교황 연대표》에 따르면, 리노는 베드로의 뒤를 이어 두 번째 주교가 되었다고 기록되어 있다. 그러나 한편으로는 베드로가 리노와 아나클레토를 둘 다 주교로 서임하면서 두 사람에게 교회 공동체의 사목에 대한 전반적인 업무를 맡기고 본인은 기도와 강론에 주력하였으며, 클레멘스 1세를 자신의 후계자로 지명하고 교회의 모든 업무를 위임하였다고도 전해진다. 테르툴리아누스 또한 클레멘스 1세가 베드로의 뒤를 이었다고 보았다. 이와는 대조적으로 예로니모는 클레멘스 1세를 ‘베드로 이후 (베드로를 포함한) 네 번째 로마의 주교’로 언급하며, “라틴 교회 신자들 대부분은 클레멘스를 베드로 다음가는 사람으로 생각하였다.”는 말을 덧붙였다.
《사도헌장》(Constitutiones Apostolorum)에서는 리노가 로마의 초대 주교이고, 바울로 사도에게 서품을 받았으며, 베드로 사도에게 서품을 받은 클레멘스 1세의 추대를 받아 베드로의 뒤를 이어 로마 교회 공동체의 목자가 되었다고 기록되어 있다. 그리고 이레네오를 포함하여 몇몇 교부들은 리노를 로마의 초대 주교 또는 베드로의 뒤를 이은 두 번째 주교로 보았으며, 아나클레토를 리노의 후계자로 보았다.

## 생애
《리베리오 교황표》와 《교황 연대표》에서는 리노의 재위 시기를 네로 황제의 치세 때로서 56년에서부터 67년까지라고 기록되어 있지만, 예로니모는 리노의 재위 시기를 67년에서부터 78년까지로 기록하였다. 에우세비오는 티투스 황제의 치세 제2년에 리노의 교황 재위 시기 말년이라고 기록하였다.
이레네오는 《티모테오에게 보낸 둘째 서간》 4장 21절에 언급된 리노와 교황 리노가 동일인물로 보았으며, 이를 근거로 그가 사도 바울로와 친분 관계를 가졌던 것으로 추정하였다. 다른 교부들 역시 같은 견해를 가졌다.
《리베리오 교황표》에 따르면, 리노는 토스카나주 볼테라 출신의 이탈리아인으로서 헤르쿨라누스의 아들이라고 한다. 《사도헌장》에서는 리노는 클라우디아라는 여인의 아들이라고 밝히고 있다. 티모테오에게 보낸 둘째 서간 4장 21절에 리노 다음에 언급된 인물이 클라우디아인데, 여기에 언급된 클라우디아가 리노의 어머니인지는 확실하지 않다. 《리베리오 교황표》에는 리노가 재위시기에 여성들이 미사에 참례할 때 두건으로 머리를 가리라는 구절을 법령을 반포하였으며, 열다섯 명의 주교를 서품하였다고 기록되어 있다. 그리고 베드로의 뒤를 따라 순교하였으며, 바티칸 언덕에 시신이 안장되었다고 기록되어 있다. 교회에서는 이 기록을 근거로 하여 리노가 순교한 날짜를 9월 23일로 추정하였으며, 이날을 그의 축일로 지정하였다. 리노의 이름은 로마 미사 경본 감사기도 제1양식에 언급되어 있다.
하지만, 리노가 여인들에게 머리를 가리라는 법령을 반포했다는 기록에 대하여 《가톨릭 백과사전》(Catholic Encyclopedia)에서 J.P. 키르시는 다음과 같이 부정적인 견해를 피력하였다. “의심의 여지 없이 이 법령은 역사적인 사건이었을 가능성이 없다. 왜냐하면 이것은 《리베리오 교황표》의 저자가 사도 바울로가 코린토 신자들에게 보낸 첫째 서간 11장 1~16절에서 여인들에게 머리를 가리라고 권고한 구절을 그대로 차용해서 로마에 있는 사도의 첫 후임자가 반포한 것으로 왜곡한 것이기 때문이다. 그리고 리노가 순교했다는 기록 또한 역사적 신빙성이 지극히 낮다. 왜냐하면 네로의 치세와 도미티아누스의 치세 사이에 로마 교회가 특별히 어떠한 박해를 받았다는 기록이나 증언이 전무하기 때문이다. 이레네오는 베드로 사후 초창기 로마의 주교들 가운데 순교의 영광을 받은 이는 오직 텔레스포로 뿐이라고 증언하기도 하였다.”
《로마 순교록》은 리노의 순교 사실 여부에 대하여 어떠한 입장도 내놓지 않고 있다. 다만 “이레네오의 증언에 따르면, 성 리노 교황은 복된 사도들로부터 위탁을 받아 로마에 세워진 교회를 이끌었다. 그는 또한 복된 사도 성 바울로와 친밀한 관계였을 것으로 보인다.”고 짧막하게 기록되어 있을 뿐이다.
1615년 토리조는 성 베드로 대성전 지하를 발굴하던 중에 ‘리노(LINVS)’라는 비문이 새겨진 무덤을 발견했는데, 한때 이 무덤이 교황 리노의 무덤이 틀림없다고 여겨졌다. 하지만 토리조는 비문을 자세히 조사해본 결과, 아퀼리누스(Aquilinus) 내지는 아눌리누스(Anullinus) 같은 그냥 긴 어느 이름 가운데 마지막 다섯 글자가 우연히 남은 것에 불과하다는 사실이 밝혀졌다. 《베드로와 바울로의 순교 서간》도 한때 리노가 집필한 것으로 알려졌지만, 그 서간의 작성 연대는 6세기로 밝혀졌다.

## 같이 보기
- 교황 목록